# Гаастра (Мічиган)
Гаастра (англ. Gaastra) — місто (англ. city) в США, в окрузі Айрон штату Мічиган. Населення — 316 осіб (2020).

## Географія
Гаастра розташована за координатами 46°3′21″ пн. ш. 88°36′18″ зх. д. / 46.05583° пн. ш. 88.60500° зх. д. (46.055727, -88.605021).  За даними Бюро перепису населення США в 2010 році місто мало площу 4,25 км², уся площа — суходіл.

## Демографія
Згідно з переписом 2010 року, у місті мешкало 347 осіб у 151 домогосподарстві у складі 102 родин. Густота населення становила 82 особи/км².  Було 179 помешкань (42/км²).
Расовий склад населення:
| - 98,3 % — білих - 0,6 % — корінних американців |

До двох чи більше рас належало 1,2 %. Частка іспаномовних становила 1,2 % від усіх жителів.
За віковим діапазоном населення розподілялося таким чином: 23,3 % — особи молодші 18 років, 50,8 % — особи у віці 18—64 років, 25,9 % — особи у віці 65 років та старші. Медіана віку мешканця становила 46,7 року. На 100 осіб жіночої статі у місті припадало 79,8 чоловіків;  на 100 жінок у віці від 18 років та старших — 83,4 чоловіків також старших 18 років.
Середній дохід на одне домашнє господарство  становив 39 962 долари США (медіана — 31 083), а середній дохід на одну сім'ю — 45 678 доларів (медіана — 36 250). Медіана доходів становила 27 031 долар для чоловіків та 21 750 доларів для жінок. За межею бідності перебувало 16,5 % осіб, у тому числі 19,4 % дітей у віці до 18 років та 7,6 % осіб у віці 65 років та старших.
Цивільне працевлаштоване населення становило 167 осіб. Основні галузі зайнятості: виробництво — 19,8 %, освіта, охорона здоров'я та соціальна допомога — 18,6 %, мистецтво, розваги та відпочинок — 13,8 %.